# Golina Wielka (gromada)
Golina Wielka – dawna gromada, czyli najmniejsza jednostka podziału terytorialnego Polskiej Rzeczypospolitej Ludowej w latach 1954–1972.
Gromady, z gromadzkimi radami narodowymi (GRN) jako organami władzy najniższego stopnia na wsi, funkcjonowały od reformy reorganizującej administrację wiejską przeprowadzonej jesienią 1954 do momentu ich zniesienia z dniem 1 stycznia 1973, tym samym wypierając organizację gminną w latach 1954–1972.
Gromadę Golina Wielka z siedzibą GRN w Golinie Wielkiej utworzono – jako jedną z 8759 gromad na obszarze Polski – w powiecie rawickim w woj. poznańskim, na mocy uchwały nr 34/54 WRN w Poznaniu z dnia 5 października 1954. W skład jednostki weszły obszary dotychczasowych gromad Gierłachowo, Golina Wielka, Kawcze, Pakówka i Sowiny oraz parcele o łącznym obszarze 181,18,12 ha z karty 1 obrębu Gościejewice z dotychczasowej gromady Gościejewice ze zniesionej gminy Bojanowo w tymże powiecie. Dla gromady ustalono 22 członków gromadzkiej rady narodowej.
Gromadę zniesiono 1 stycznia 1959, a jej obszar włączono do gromady Bojanowo w tymże powiecie.